# ČSD-Baureihe M 264.0
Die Baureihe M 264.0 waren vierachsige Triebwagen der einstigen Tschechoslowakischen Staatsbahnen ČSD für den Hauptbahnverkehr. Sie sind die ersten vierachsigen Motorwagen größerer Leistung von ČKD Prag und Vorläufer der ČSD-Baureihe M 275.0 als Entwicklungsträger der ČSD-Baureihe M 274.0 (Blauer Pfeil). Vom mechanischen Teil ähnelten sie stark dem ČSD M 234.001 von Škoda, Pilsen.

## Fertigung
Nicht alle Triebwagenkonstruktionen der damaligen Zeit waren technisch ausgereifte Lösungen. Es wurde seitens der Beschaffung vorrangig auf vorteilhafte Anträge Wert gelegt. Die Tschechoslowakischen Staatsbahnen ČSD versprachen sich von diesen Wagen eine lange Nutzungsdauer aufgrund der robusten Konstruktion.
Die Fertigung der Wagenkästen erfolgte unmittelbar nach dem des M 234.0 bei Ringhoffer. Im Unterschied zum Vorgänger handelte es sich beim M 264.0 um eine reine Stahlbaukonstruktion. Die Wagenkästen beider Typen unterschieden sich nur in Kleinigkeiten.
Im November 1932 war der Wagenkasten fertig und wurde in die Werkstatt von ČKD überführt, wo er bis Jahresende 1932 zusammengebaut wurde. Die Basis der Leistungsübertragung war ein stehend angeordneter Dieselmotor von ČKD, der bei 800/min eine Leistung von 300 PS abgab. Beide Achsen des hinteren Drehgestells waren angetrieben. Die Traktionsmotoren, beide hatten eine Leistung von je 134,5 kW (540 V, 270 A), waren als Tatzlagerfahrmotoren ausgeführt.
Im Februar 1933 erfolgte die Übergabe an die ČSD.

## Einsatz
Im Betriebseinsatz wirkten sie etwas schwerfällig, waren jedoch leicht zu bedienen. Von 1939 bis 1945 wurden die meisten der Motorwagen wegen der Treibstoffkontingentierung abgestellt, die M 264.0 jedoch in der Slowakei eingesetzt.
Nach 1945 sollen beide Wagen als Transportfahrzeuge auf Werkbahnen eingesetzt gewesen sein, später wurden sie zu Montagewagen umgebaut. So dienten sie bis zum Ende der 1990er Jahre. Ein Wagen stand mit der Bezeichnung EL 8456017–1 201–9 noch 2006 mit den ursprünglichen Drehgestellen bewegungsunfähig in der Slowakei.